# Sparda-Bank Hannover
Die Sparda-Bank Hannover eG ist eine deutsche Genossenschaftsbank mit Sitz in Hannover.

## Geschichte
Die heutige Sparda-Bank Hannover eG wurde im Jahr 1903 als Spar- und Darlehnskasse von Eisenbahnbeamten und -arbeitern im Eisenbahndirektionsbezirk Hannover gegründet. Die Selbsthilfeeinrichtung sollte ihren Mitgliedern Leistungen, Anlagen und geschäftliche Verbindungen zur Verfügung stellen, ohne hohe Bilanzgewinne erzielen zu wollen. Zunächst konnten nur Bahnbedienstete Mitglied werden, seit 1974 alle Arbeitnehmer. Die Sparda-Bank Hannover eG ist eine der größten norddeutschen Genossenschaftsbanken, sie fördert kulturelle und soziale Projekte. Die Hauptstelle ist im 1846 errichteten Gebäude des 1934 geschlossenen Hotels Royal angesiedelt, das nach dem Krieg wiederhergestellt und 2000/2001 grundlegend umgebaut wurde.
Mit Eintragung vom 13. Juni 1979 firmierte die bisherige Eisenbahn Spar- und Darlehnskasse Hannover eG in die noch heute gültige Firmierung Sparda-Bank Hannover eingetragene Genossenschaft um.
Mögliche Zusammenschlüsse der Sparda-Bank Hannover eG mit der Sparda-Bank Hamburg eG im Jahr 2006 scheiterten ebenso wie eine Fusion mit der ehemaligen Sparda-Bank Münster eG im Jahr 2016. Im Jahr 2020 scheiterte ein Fusionsvorhaben mit der Sparda-Bank Berlin.

## Geschäftsausrichtung
Die Sparda-Bank Hannover eG betreibt das Universalbankgeschäft und bietet für Privatkunden Finanzdienstleistungen auf den Gebieten Baufinanzierung, Ratenkredite, Anlageprodukte und Giro. Im Verbundgeschäft arbeitet sie mit der DZ Bank, R+V Versicherung, Bausparkasse Schwäbisch Hall und der Union Investment zusammen.
Die Sparda-Bank Hannover eG gehört dem Verband der Sparda-Banken an. Als eine der elf selbstständigen Sparda-Banken ist sie Mitglied im Bundesverband der Deutschen Volksbanken und Raiffeisenbanken und gehört dem Cashpool an.

## Girokonto
Das Girokonto ist für Mitglieder als Lohn-, Gehalts- oder Rentenkonto grundsätzlich nicht mehr gebührenfrei. Seit dem Jahr 2019 nimmt die Sparda-Bank Hannover eG eine Kontoführungsgebühr von mindestens drei Euro pro Monat für das SpardaDirect Konto und fünf Euro pro Monat für das SpardaClassic Konto. Das Konto für Jungmitglieder ist weiterhin kostenlos.

## Kontroverse
Die Leitung der Sparda-Bank Hannover eG kündigte im Jahr 2020 dem stellvertretenden Vorsitzenden des Gesamtbetriebsrates fristlos wegen angeblichen Abhörens von Beschäftigten. Das Landesarbeitsgericht Niedersachsen urteilte am 10. März des darauffolgenden Jahres jedoch zugunsten des Arbeitnehmervertreters, der bereits vorher im Zustimmungsersetzungsverfahren beim Arbeitsgericht Hannover eine Gerichtsentscheidung zu seinen Gunsten erstritten hatte. Dem Urteil waren eine von über 5000 Personen unterzeichnete Petition und öffentliche Solidaritätsaktionen von Mitarbeitern und Kunden vorausgegangen.

## Geschäftsgebiet

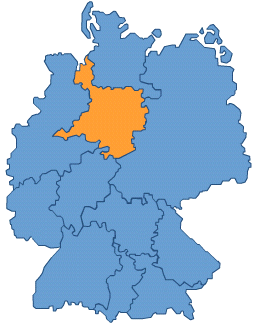
Geschäftsgebiet

Sie unterhält Geschäftsstellen und SB-Geschäftsstellen auf dem Gebiet von Hannover, Bremen, Braunschweig, Göttingen und Bielefeld.